# Moules marinières
Pour les articles homonymes, voir Moule et Marinière.
Les moules marinières ou moules à la marinière sont une spécialité culinaire traditionnelle à base de moules préparées avec une sauce marinière (beurre, échalotes, vin blanc, persil). Elles sont à ce jour le plus souvent servies avec des frites, pour composer les moules-frites, originaires de la Belgique et du nord de la France.

## Étymologie
« À la marinière » préparées dans leur jus d'eau de mer, à la manière ou à la façon des marins, pêcheurs, et mariniers,.

## Histoire

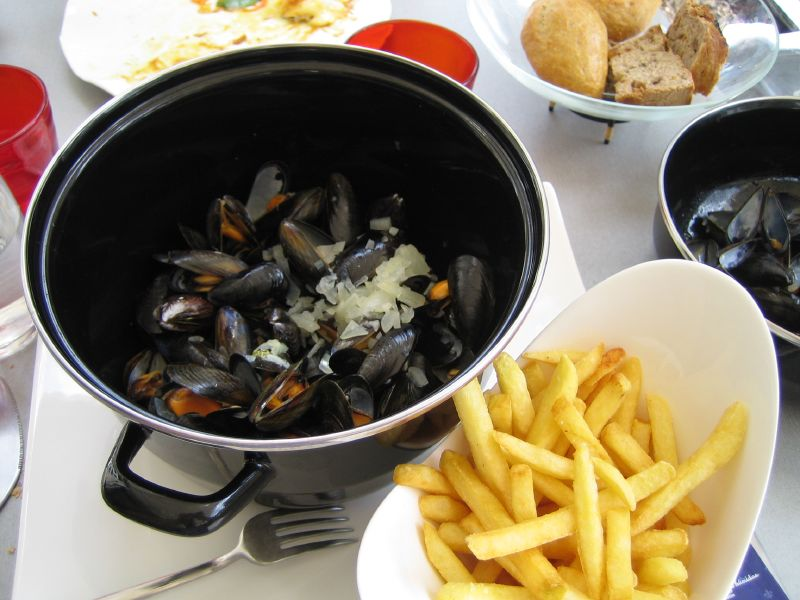
Moules-frites marinières.

Bien que la pêche aux coquillages et moules sauvages remonte aux origines de l'humanité,, l'histoire de cette recette débuterait en 1235, date à laquelle un Irlandais dénommé Patrick Walton, se serait aperçu, après avoir fait naufrage dans la baie de l'Aiguillon près de La Rochelle en Charente-Maritime, que des piquets de bois plantés dans la mer pour tendre des filets pour attraper des oiseaux croulaient sous le poids de moules venues s'y accrocher. Il développe alors sa découverte d'élevage des « moules de bouchot » (supports en bois immergés d'élevage des moules et autres coquillages),. Les Charentais affirment avoir inventé la technique du bouchaud au Xe siècle. La marinière (blouse charentaise qui descend plus bas que la taille) a donné son nom à la sauce marinière, préparation régionale où un hachis d'échalotes est revenu dans du beurre et mouillé de vin blanc.

## Ingrédients

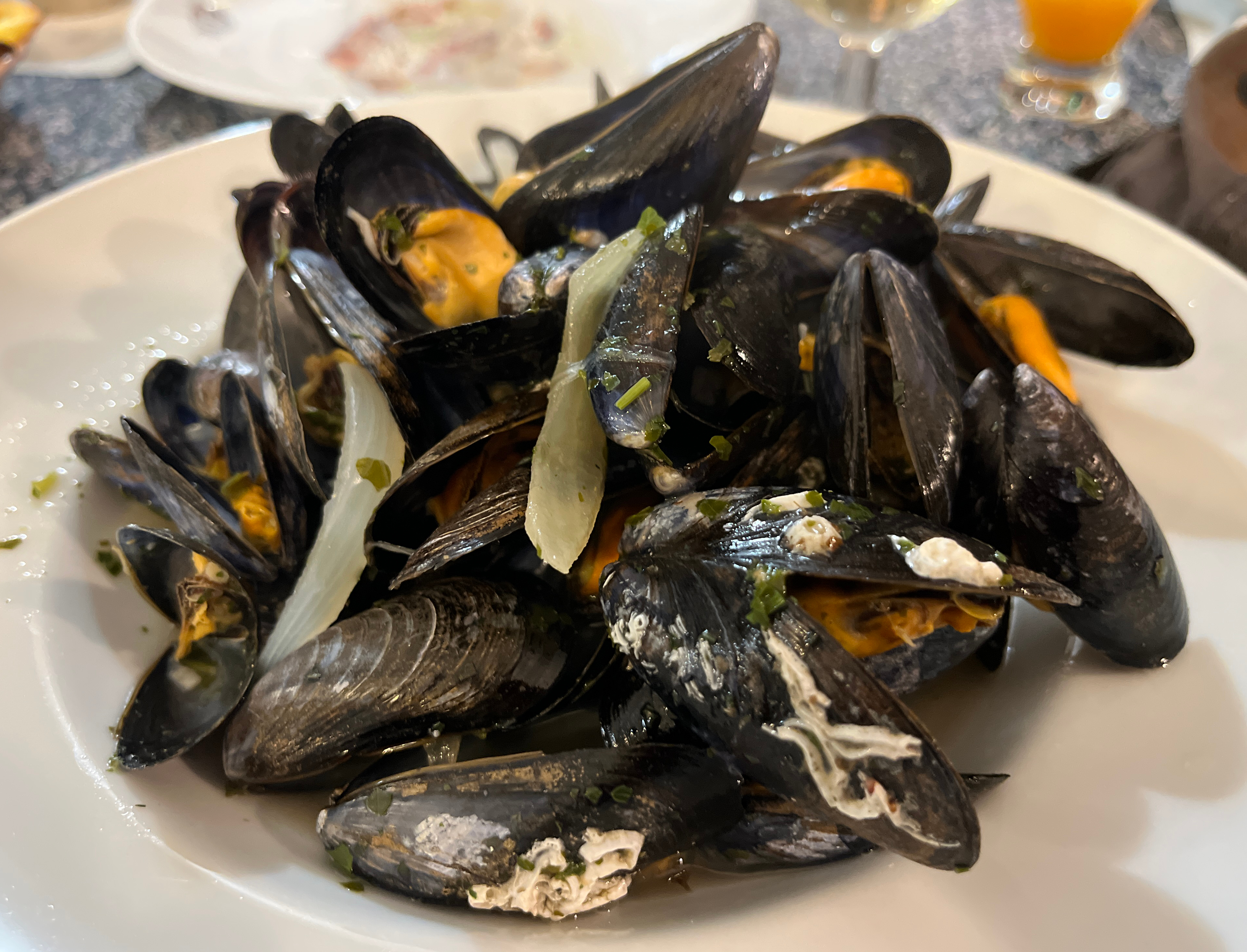

La recette traditionnelle est réalisée avec des échalotes ciselées, du persil haché, du poivre moulu, de l'ail, du beurre et du vin blanc.

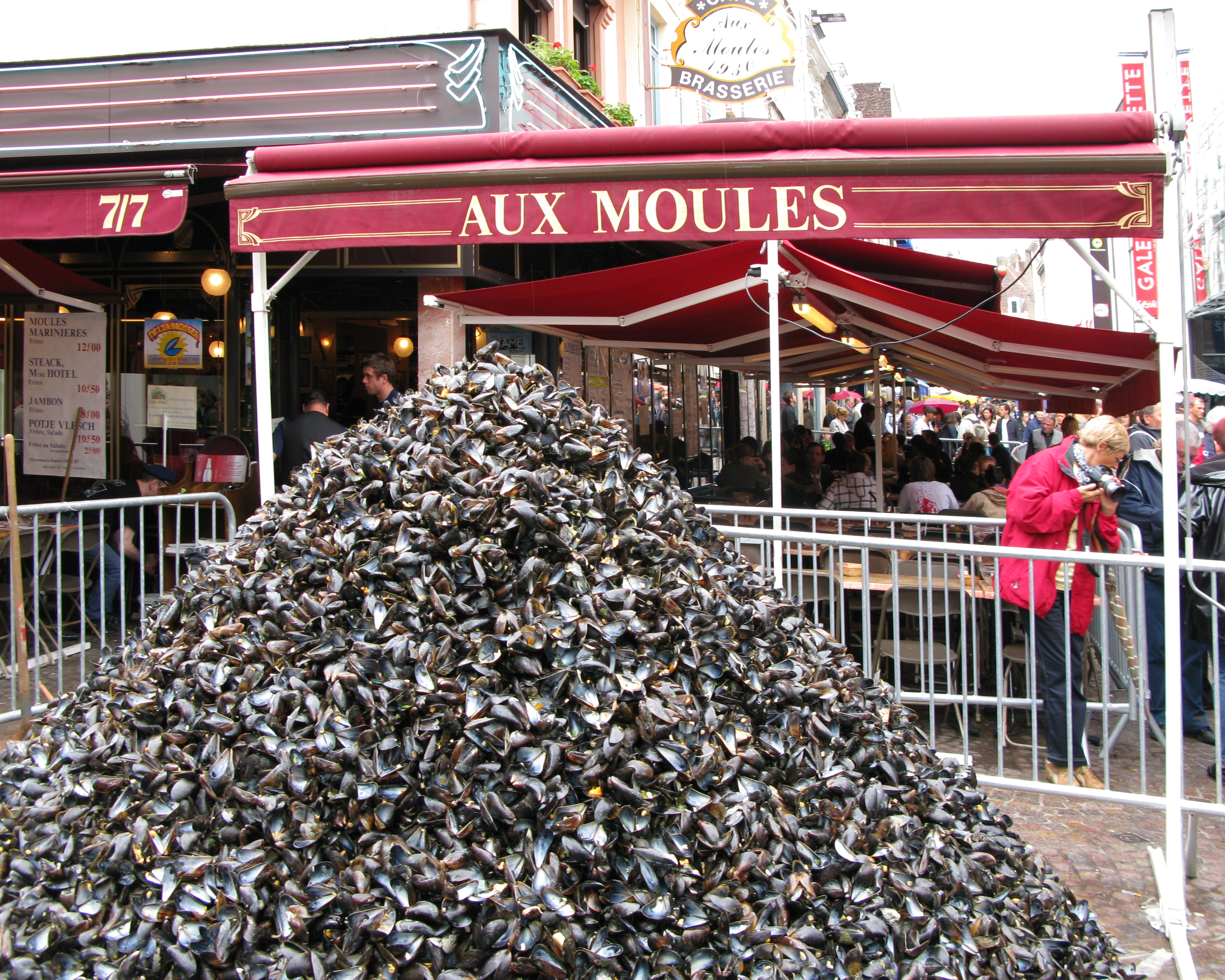
Tas de moules vide de la brasserie Aux moules de la braderie de Lille.

## Recette
Faire revenir les échalotes émincées au beurre dans une cocotte, puis intégrer l'ail et le persil haché, et cuire les moules nettoyées à feu doux, arrosées de vin blanc. Servir avec des frites pour des moules-frites,. 

## Événements
- Braderie de Lille, où les restaurants-brasseries de la ville se lancent le défi annuel du plus important tas de coquilles vides de moules devant leurs enseignes[13].